# Dekanat Kraków-Centrum
Dekanat Kraków – Centrum – jeden z 45 dekanatów w rzymskokatolickiej archidiecezji krakowskiej.

## Parafie
W skład dekanatu wchodzą parafie:
- parafia św. Anny – Kraków Stare Miasto
- parafia św. Floriana – Kraków Stare Miasto
- parafia Nawiedzenia NMP – Kraków Stare Miasto
- parafia Świętego Krzyża – Kraków Stare Miasto
- parafia Wniebowzięcia NMP – Kraków Stare Miasto
- parafia Wszystkich Świętych – Kraków Stare Miasto
- rektoraty:
  - rektorat Bożego Miłosierdzia – Kraków Stare Miasto
  - rektorat Przemienienia Pańskiego – Kraków Stare Miasto
  - rektorat św. Marka Ewangelisty – Kraków Stare Miasto
  - rektorat św. Wojciecha – Kraków Stare Miasto
- parafia wojskowa należąca do dekanatu Wojsk Specjalnych Ordynariatu Polowego Wojska Polskiego:
  - wojskowa parafia personalna św. Agnieszki – Kraków
- parafia greckokatolicka:
  - parafia Podwyższenia Krzyża Świętego – (greckokatolicka)

## Sąsiednie dekanaty
Kraków–Bronowice, Kraków–Kazimierz, Kraków–Krowodrza, Kraków–Prądnik, Kraków–Salwator